# سقوط الكلب
سقوط الكلب مسرحية أسترالية كتبها كالب لويس. تم عرضها للمرة الأولى على مسرح باكيهوس في أديلايد في ولاية جنوب أستراليا من 2 إلى 17 نوفمبر 2007.

## القصة
السماء تقع.
1916. معركة السوم. وحدهما في المخبئ فإن ويل وجاك يحاربان من أجل البقاء على قيد الحياة أثناء الحرب. ولكن المعركة تبقى تتحول ويتغير العدو. ثم تبدأ الكلاب في السقوط ...
من السوم إلى ستالينغراد ثم إلى فيتنام ثم إلى الكويت فإن المسرحية تصور بشكل لا يصدق عبثية الحرب وتحول العالم رأسا على عقب حيث تمطر السماء القطط والكلاب حرفيا والرجال يتصرفون مثل الوحوش والموت في كل مكان.
من الناحية العملية فإن المسرحية تتحول تدريجيا من اتفاقية طبيعية إلى سخيفة. هناك وحدة من الطابع وعلم النفس في جميع الأنحاء ولكن ليس هناك وحدة في الزمن والمكان للعالم الخارجي. بدلا من ذلك مع كل مشهد للمسرحية فإنه يقفز إلى الأمام إلى حرب جديدة وصراع جديد وأعداء مختلفين. الشخصيات تتحول إلى مختلف الأجناس والتكوينات من التهديد لبعضها البعض. مع تغير الكواليس تنعكس صراعات القوى وتبدأ التحالفات المتناقضة في تآكل قدرتها الفكرية على العقل.
كما سقوط الكلب ينمو أثقل وأثقل ويل وجاك يجب أن يقررا حول من أجل من يقاتلون وما سيفقدون في النصر النهائي.
سقوط الكلب هو السيناريو الجديد الرائد التي يجتاح النطاق. على الرغم من الكلاسيكية في اللهجة فهو يعتبر أساسا ذو نمط تفكيكي حداثي من تاريخنا المضغوط والمقطر في المشهد المسرحي الذي يردد المسرحيات العظيمة في القرن العشرين.

## طاقم التمثيل
- بريندان روك
- مارتن هيسي
- جوزيف ديل ري

## الطاقم
- المخرج: جوستين ماكغينيس
- الملحن: بيتر نيلسن
- الإضاءة: نيك موليسون
- الزي والدعائم: تسوبي دو
- الدعاية: أنتج غينتر
- الإنتاج: ثيماجين

## وصلات خارجية
- دافنبورت، ستيفن (2007). "Dogfall (review)" (PDF). دليل مسرح أديلايد. مؤرشف من الأصل (PDF) في 2016-03-03. اطلع عليه بتاريخ 2008-02-16.
- City Messenger Review (2007)